# Bronzen incakolibrie
De bronzen incakolibrie (Coeligena coeligena) is een vogel uit de familie Trochilidae (kolibries).

## Verspreiding en leefgebied
Deze soort komt voor van noordelijk Venezuela tot zuidoostelijk Bolivia en telt zes ondersoorten:
- C. c. ferruginea: westelijk en centraal Colombia.
- C. c. columbiana: oostelijk en centraal Colombia, noordwestelijk Venezuela.
- C. c. coeligena: noordelijk Venezuela.
- C. c. zuliana: Sierra de Perijá (bergen van noordoostelijk Colombia en westelijk Venezuela).
- C. c. obscura: zuidelijk Colombia, Ecuador en Peru.
- C. c. boliviana: centraal en zuidoostelijk Bolivia.